# La battaglia di Legnano
La battaglia di Legnano (A Batalha de Legnano) é uma ópera em quatro atos, com música de Giuseppe Verdi, o libreto Italiano, de Salvatore Cammarano, baseado na obra teatral La Battaille de Toulouse de Joseph Méry.  A estreia foi em 27 de janeiro de 1849, no Teatro Argentina, Roma.
| Papel | Voz           | Estreia, 27 de janeiro de 1849 (Maestro: - ) |
| --- | ------------- | -------------------------------------------- |
| Federico Barbarossa, Imperador alemão | baixo         | Pietro Sottovia                              |
| Primeiro cônsul de Milão | baixo         | Alessandro Lanzoni                           |
| Segundo cônsul de Milão | baixo         | Achille Testi                                |
| Burgomestre de Como | bass          | Filippo Giannini                             |
| Rolando, líder milanês | barítono      | Filippo Colini                               |
| Lida, sua mulher | soprano       | Teresa De Giuli-Borsi                        |
| Arrigo, guerreiro veronês | tenor         | Gaetano Fraschini                            |
| Marcovaldo, prisioneiro alemão | barítono      | Lodovico Butia                               |
| Imelda, criada de Lida | mezzo-soprano | Vincenza Marchesi                            |
| Escudeiro de Arrigo | tenor         | Mariano Conti                                |
| Arauto | tenor         | Gaetano Ferri                                |
| Cavaleiros da Morte, Magistrados e dirigentes de Como, Milaneses e Senadores, Guerreiros de Verona, Brescia, Novara, Piacenza e Milão, e exército alemão |               |                                              |

## Gravações Selecionadas
| Ano  | Cast (Lida; Arrigo; Rolando; Federico)                                | Maestro, Sala de Ópera e Orquestra                           |                                  |
| ---- | --------------------------------------------------------------------- | ------------------------------------------------------------ | -------------------------------- |
| 1977 | Katia Ricciarelli, José Carreras, Matteo Manuguerra, Nicola Ghiuselev | Lamberto Gardelli, ORF Symphony Orchestra and Chorus, Vienna | Audio CD: Philips Cat: 422-435-2 |
| 2006 | Elisabete Matos, Cesar Hernandez, Giogio Cebrian, Manrico Signorini   | Nello Santi, Teatro Massimo Bellini Orchestra and Chorus     | DVD: Bongiovanni Cat: AB20001    |